# Teleocho informa
Teleocho informa es una unidad de noticias de la cadena de televisión con sede en Mar del Plata, Buenos Aires, Argentina, transmitido mediante Canal 8. Se encarga de la producción de tres noticieros, un sitio web y páginas en redes sociales. Abarca la actualidad tanto marplatense y argentina como internacional, junto con cobertura en vivo, informes especiales y análisis de especialistas.
Actualmente, posee tres ediciones que se emiten de lunes a viernes (a las 13:00, a las 20:00 y a las 00:15). Además, desde el 11 de octubre de 2011 emite Mardel Directo, la versión marplatense del noticiero matutino Buen Telefe.
Teleocho Informa ganó el premio Martín Fierro Federal en 3 ocasiones como Mejor Informativo.

## Ediciones

### Presentadores
1° edición (13hs)
- Jorge Penin
- Julieta Ramella

2° edición (20hs)
- Daniel Álvarez
- Gabriela Azcoitia

8 en 8 
- Paula Macchi